# Demonax jamesi
Demonax jamesi là một loài bọ cánh cứng trong họ Cerambycidae.